# Тела (Гондурас)
Тела (ісп. Tela) — місто й муніципалітет у північній частині Гондурасу, на території департаменту Атлантида.

## Географія
Місто розташовано у північно-західній частині департаменту, на березі Карибського моря, на відстані 231 км від столиці країни, міста Тегусігальпа. Абсолютна висота — 2 метри над рівнем моря.

### Клімат
Місто знаходиться у зоні, котра характеризується вологим тропічним кліматом. Найтепліший місяць — червень із середньою температурою 28.3 °C (83 °F). Найхолодніший місяць — січень, із середньою температурою 23.9 °С (75 °F).
| Клімат Тели             | Клімат Тели | Клімат Тели | Клімат Тели | Клімат Тели | Клімат Тели | Клімат Тели | Клімат Тели | Клімат Тели | Клімат Тели | Клімат Тели | Клімат Тели | Клімат Тели | Клімат Тели |
| Показник                | Січ.        | Лют.        | Бер.        | Квіт.       | Трав.       | Черв.       | Лип.        | Серп.       | Вер.        | Жовт.       | Лист.       | Груд.       | Рік         |
| Абсолютний максимум, °C | 33          | 36          | 37          | 36          | 38          | 36          | 38          | 38          | 33          | 32          | 37          | 36          | 38          |
| Середній максимум, °C   | 26          | 27          | 28          | 30          | 31          | 31          | 30          | 30          | 30          | 28          | 27          | 27          | 29          |
| Середня температура, °C | 23          | 24          | 25          | 26          | 27          | 28          | 27          | 27          | 27          | 26          | 25          | 24          | 26          |
| Середній мінімум, °C    | 21          | 21          | 22          | 23          | 24          | 25          | 23          | 24          | 24          | 23          | 22          | 21          | 23          |
| Абсолютний мінімум, °C  | 15          | 10          | 13          | 13          | 17          | 21          | 16          | 20          | 12          | 17          | 13          | 15          | 10          |
| Норма опадів, мм        | 250         | 190         | 110         | 80          | 90          | 140         | 210         | 220         | 230         | 400         | 400         | 400         | 2790        |
| ----------------------- | ----------- | ----------- | ----------- | ----------- | ----------- | ----------- | ----------- | ----------- | ----------- | ----------- | ----------- | ----------- | ----------- |
| Джерело: Weatherbase    |             |             |             |             |             |             |             |             |             |             |             |             |             |

## Історія
Місто було засновано 3 травня 1524 року іспанським конкістадором Кристобалем де Олід поблизу тубільного міста Теуакан. Первинно сам Олід назвав місто Тріунфо-де-ла-Крус, на честь відповідного католицького свята, що відзначалось у день заснування.

## Населення
За даними 2013 року чисельність населення становить 37 282 особи.
Динаміка чисельності населення міста за роками:
| 1974   | 1988   | 2001   | 2013   |
| ------ | ------ | ------ | ------ |
| 19 055 | 23 303 | 27 990 | 37 282 |